# محمد شاکر کارگر
محمد شاکر کارگر (متولد ۲ فوریهٔ ۱۹۶۷ ولسوالی اندخوی، ولایت فاریاب، افغانستان) وی به عنوان رئیس عمومی دفتر مقام عالی ریاست جمهوری اسلامی افغانستان خدمت می‌کند.

## پیشینه
کارگر در ۲ فوریه ۱۹۶۷ در منطقه اندخوی، ولایت فاریاب (افغانستان) متولد شد. پدرش - عبدالرسول کارگر - یک معلم مشهور و یک شهردار شهر اندخوی است.
محمد شاکر تحصیلات ابتدایی خود را در سال ۱۹۷۳ در مدرسه مرکزی اندخوی آغاز کرد و سپس تحصیلات متوسطه خود را در مدرسه شاه شهید در استان کابل ادامه داد و سرانجام دبیرستان را در ابومسلم اندخوی با افتخار پایان داد.
برای تحصیلات عالیه، در سال ۱۹۸۴ در دانشگاه کابل ثبت نام کرد. سپس برای ادامه تحصیل در مقطع کارشناسی ارشد در رشته حقوق و تاریخ در دانشگاه دولتی هرتسن پترزبورگ در سال ۱۹۹۱ بورس تحصیلی دریافت کرد. علوم فلسفی.
در سال ۲۰۱۱ محمد شاکر کارگر دکترای افتخاری حقوق بین‌الملل را از دانشگاه آموزشی دولتی هرتسن روسیه دریافت کرده‌است.
محمد شاکر کارگر متأهل است، دارای دو فرزند، یک پسر و یک دختر است.

## فعالیت‌های سیاسی
محمد شاکر که در سال ۱۹۹۳ تحصیل کرده، به عنوان  مدیر عامل شرکت‌های تجاری بین‌المللی شروع به کار کرده‌است.

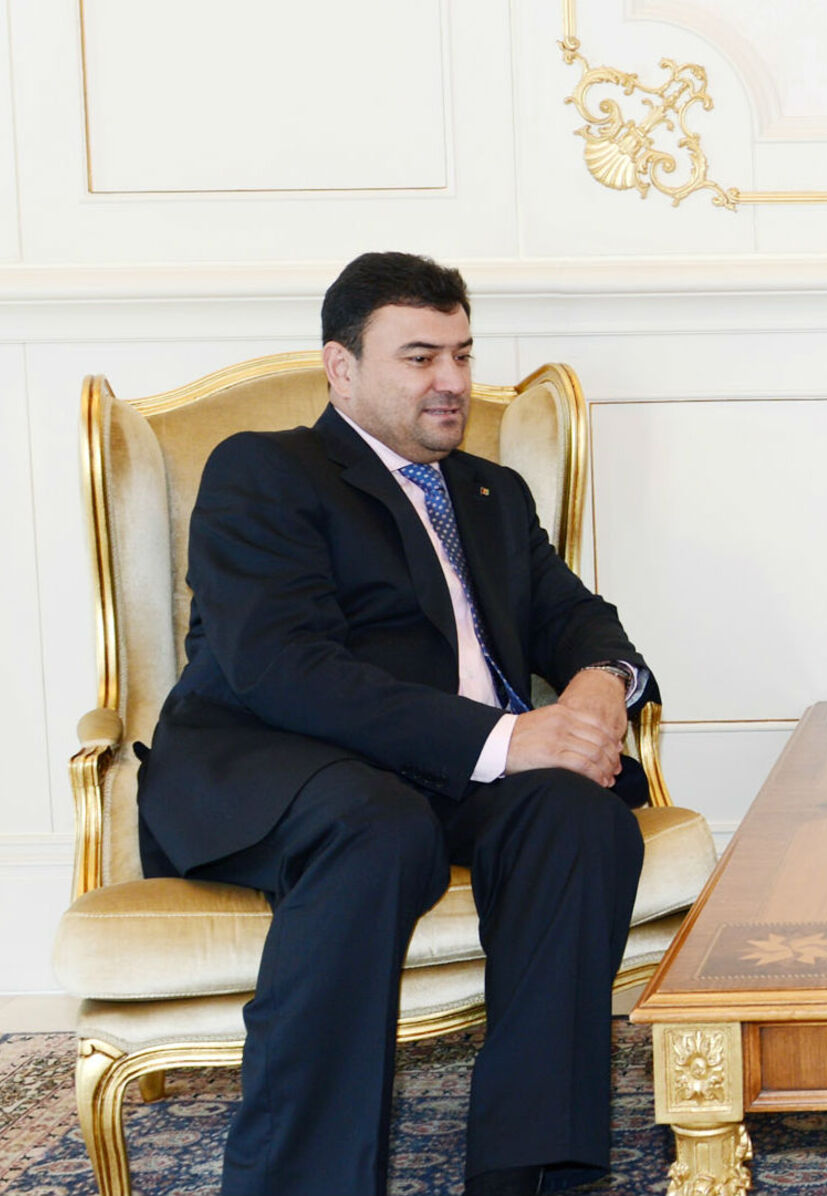
محمد شاکر کارگر در دیدار با الهام علی اف رئیس‌جمهوری آذربایجان

در سال ۲۰۰۱ وی بعنوان معاون اول رئیس‌جمهور افغانستان در کنفرانس بن شرکت کرد ، پس از آن به عنوان سرپرست وزارت انرژی و منابع آب به عنوان بخشی از دولت موقت جمهوری اسلامی افغانستان مأمور شد.
در سال ۲۰۰۲ به دنبال نتایج کنفرانس بن، شاکر یکی از ۵ معاونان رئیس‌جمهور، دولت موقت افغانستان شد.
۲۰۰۳–۲۰۰۵. او به عنوان وزیر انرژی و آب خدمت کرده‌است. وی به عنوان وزیر، به‌طور فعال در توسعه زیرساخت‌های افغانستان شرکت کرد.
در سال ۲۰۰۵ محمد شاکر کارگر به عنوان معاون ولسی جرگه از  ولایت شمالی فاریاب انتخاب شد و به کمیسیون روابط بین‌الملل پارلمان منصوب شد.
در سال ۲۰۱۲ محمد کارگر اقتدار سفیر افغانستان در جمهوری آذربایجان را بر عهده گرفت. وی سهم بزرگی در توسعه روابط بین کشورها داشت. در سال ۲۰۱۳ به درجه وزیر تجارت و صنعت منصوب شد. وی از سال ۲۰۱۵ مسئولیت‌های نماینده ویژه رئیس‌جمهور افغانستان را برای همکاری با روسیه و  کشورهای CIS بر عهده گرفت.در سال ۲۰۱۹ او از این پست استعفا داد. در سال ۲۰۲۰ محمد شاکر به  رئیس اداره  رئیس‌جمهوری اسلامی افغانستان منصوب شد.